# Collblanc (metrostation)
Collblanc is een metrostation aan lijn 5, lijn 9 en lijn 10 van de Metro van Barcelona.
Het station ligt onder Carretera de Collblanc in L'Hospitalet de Llobregat tussen Travessera de les Corts en Carrer Francesc Layret. Het is geopend in 1969, toen het eerste deel van lijn 5 tussen Diagonal en Collblanc geopend werd, en was het eindstation tot de uitbreiding van lijn 5 naar Pubilla Cases in 1973. De naam van het station was tot 1982 "San Ramón", sindsdien heeft het de huidige naam. Sinds 2016 is Collblanc een overstapstation geworden, toen bij de inhuldiging van lijn 9 en lijn 10 dit station door die lijnen bediend werd.
Dit station met zijperrons heeft een kaartverkoophal aan elke zijde. De oostelijke heeft twee ingangen (aan de Carrer Francesc Layret en de Carrer Doctor Martí Julià) en de westelijne heeft er een (aan de Travessera de les Corts).

## Omgeving
Het station is het dichtstbijzijnde station van Camp Nou, het stadion van FC Barcelona.